# Cosmia inconspicua
Cosmia inconspicua là một loài bướm đêm trong họ Noctuidae.